# Robert S. Mulliken
Robert Sanderson Mulliken (n. 7 iunie 1896, Newburyport⁠(d), Massachusetts, SUA – d. 31 octombrie 1986, Virginia, SUA) a fost un chimist american, laureat al Premiului Nobel pentru chimie (1966).